# Rudolph, Wisconsin
Rudolph är en ord i Wood County, Wisconsin, USA.